# Okosszerződés
Az okosszerződés (smart contract) olyan programatikusan leírt feltételekből áll, melyeknél a szerződéskötéshez szükséges feltételek teljesülésekor az ügylet automatikusan létrejön, így például az eladó azonnal megkapja a pénzt, a vevő pedig a szolgáltatást. Az okosszerződések nyilvános blokkláncokon (mint például az Ethereum) nyilvánosak és visszavonhatatlanok.
A szerződés automatikus teljesülése azzal valósul meg, hogy a feltételek bekövetkeztekor a szerződésteljesülés bekerül a blokkláncba. Ez lehet bármilyen programatikusan megfogalmazható feltétel, például 1.) ha a vevő kifizette a vételár 100%-át és 2.) az eladó biztosította a hozzáférést a kínált termékhez/szolgáltatáshoz, a tranzakció teljesül.
Tágabb értelemben okosszerződésnek nevezünk minden olyan, Turing-teljes blokkláncra közzétett programot, mellyel hívás (call) vagy tranzakció (transaction) keretében interaktálni lehet. A hívás read-only művelet, a blokklánc egy adott állapotát kérdezi le, a tranzakciókkal ellentétben ennek külön költsége (gas fee) nincs.
Az okosszerződések végrehajtásához amennyiben szükséges külső adatok felhasználása, mint például nyilvános API-k lekérdezése, azokat egy megbízható harmadik fél (trusted third party) biztosítja, akit orákulumnak neveznek. Léteznek megbízható orákulumokat aggregáló szolgáltatások is, a legismertebb ilyen platform a Chainlink. Az ő esetükben az adatszolgáltatásért egy minimális díjat kell fizetni (LINK tokenben).
A gyakorlatban az okosszerződések többségét az EVM-kompatibilis blokkláncokon az erre specializált Solidity nyelven, Bitcoin hálózaton Bitcoin Scriptben, Terrán és Polkadoton többnyire Rustban fejlesztik, de léteznek fordítók egyéb népszerű nyelvekhez (pl. Python) is.

## Orákulumok típusai

### Szoftveres orákulum
Az adatokat egy online forrásból (API-n keresztül) biztosítja.

### Hardveres orákulum
Az adatokat egy hardveres szenzortól nyeri.

### Konszenzus alapú orákulum
Egyszerre több forrásból szerez adatokat, és azokat összeveti, adott esetben átlagolja.

## Az okosszerződések jogi vonatkozásai
Az okosszerződés nem feltétlenül minősül jogilag érvényes, kötelező érvényű megállapodásnak. Egyes jogtudósok azt állítják, hogy az okosszerződések nem jogi megállapodások, hanem inkább más megállapodásokból származó kötelezettségek teljesítésének eszközei, mint például a fizetési kötelezettségek automatizálására szolgáló technológiai eszközök vagy a tokenek vagy kriptovaluták átadásából álló kötelezettségek. Emellett más tudósok azzal érveltek, hogy a programozási nyelvek imperatív vagy deklaratív jellege hatással lehet az intelligens szerződések jogi érvényességére.
Az "okosszerződés" kifejezést többnyire konkrétabban használják olyan általános célú számítások értelmében, amelyek egy blokkláncon vagy elosztott főkönyvön zajlanak. Az amerikai National Institute of Standards and Technology az "okosszerződést" úgy írja le, mint "kód és adatok (néha funkciók és állapot) gyűjteményét, amelyet kriptográfiailag aláírt tranzakciók segítségével telepítenek a blokklánc-hálózaton." Ebben az értelmezésben, amelyet például az Ethereum Foundation vagy az IBM használ, az okos szerződés nem feltétlenül kapcsolódik a szerződés klasszikus fogalmához, hanem bármilyen számítógépes program lehet. Az okos szerződés egyúttal egy biztonságos tárolt eljárásnak is tekinthető, mivel annak végrehajtása és kodifikált hatásai, mint például valamilyen érték átadása a felek között, szigorúan érvényesülnek és nem manipulálhatók, miután a konkrét szerződés részleteit tartalmazó tranzakciót egy blokkláncban vagy elosztott főkönyvben tárolják. Ez azért van így, mert a szerződések tényleges végrehajtását a platform ellenőrzi és auditálja, nem pedig a platformhoz csatlakozó tetszőleges szerveroldali programok
2017-ben a digitális gazdaság fejlesztéséről szóló rendelet végrehajtásával Fehéroroszország az első olyan ország lett, amely legalizálta az okosszerződéseket. Denis Aleinikov fehérorosz ügyvédet tartják a rendelet által bevezetett okosszerződés jogi koncepció szerzőjének.
2018-ban egy amerikai szenátusi jelentés szerint: "Bár az okos szerződések újnak tűnhetnek, a koncepció az alapvető szerződési jogban gyökerezik. Általában az igazságszolgáltatási rendszer bírálja el a szerződéses vitákat és érvényesíti a feltételeket, de gyakori egy másik választottbírósági módszer is, különösen a nemzetközi ügyletek esetében. Az okosszerződésekkel egy program érvényesíti a kódba épített szerződést."

## Felhasználási területei
- tőzsdei kereskedés automatizálása
- szerződéskötés digitalizálása
- sportfogadási platformok
- beteg kórtörténetének rögzítése
- decentralizált identitásszolgáltatók
- szerzői jogok automatikus rögzítése blokkláncban
- üzleti alkalmazások
- decentralizált kriptovaluta váltók (DEX)
- blockchain játékok
- digitális művészet (köznapi nyelven NFT-k)